# Fyrisvallarna

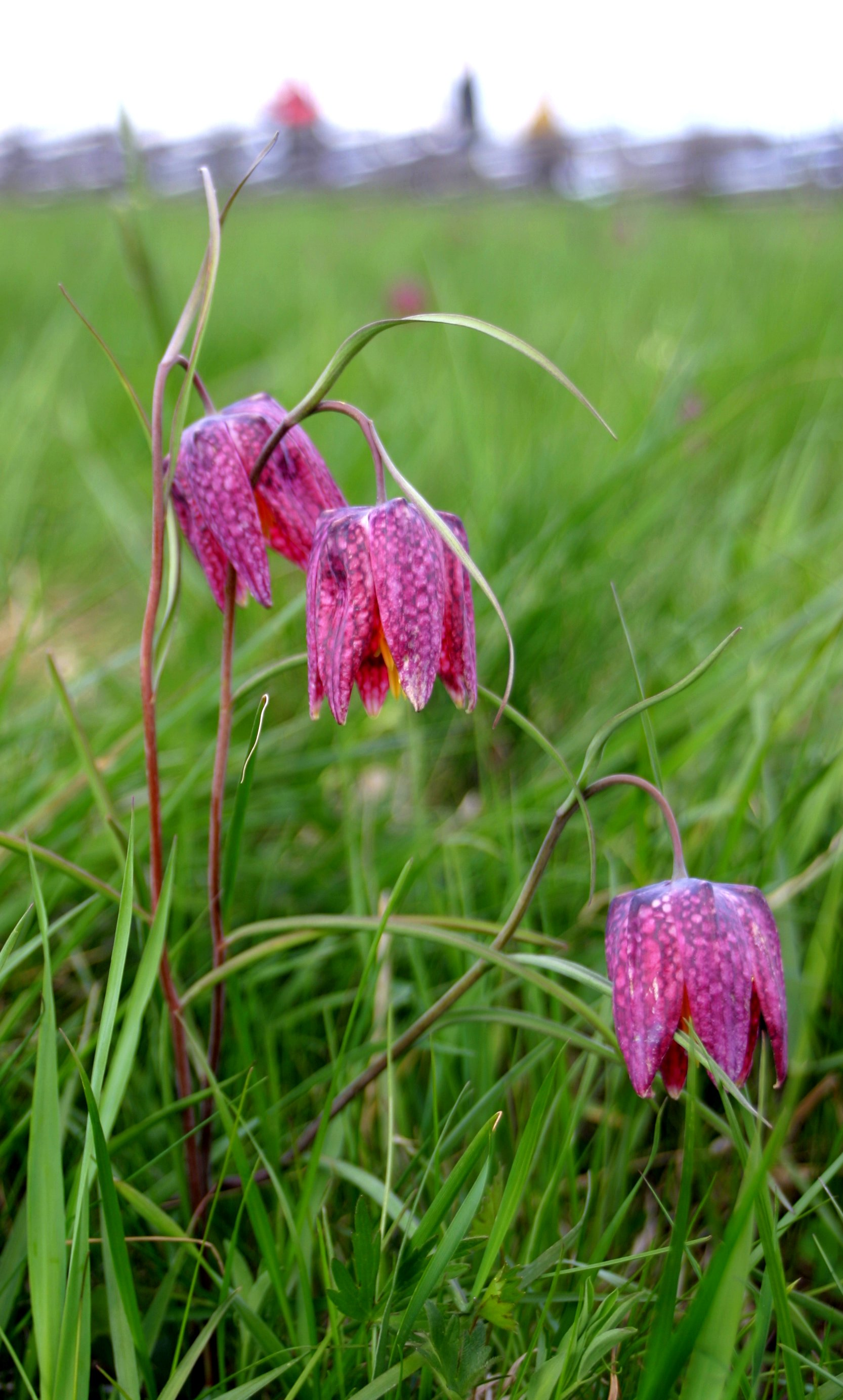
Kungsängsliljor nära Fyrisån. För varje fallen dansk skall en röd lilja ha växt upp, för varje svensk en vit (I själva verket spred sig den förvildade trädgårdsblomman i området först på 1700-talet).

Fyrisvallarna (Fyrisvellir), även kallade Kungsängarna, var slätten söder om Gamla Uppsala som gick längs Fyrisån.

## Namnet
Namnet hör samman med isländska fyrva vilket betyder att "ebba" och den beskriver att slätten ofta var översvämmad (se Kungsängen). Under medeltiden kallades en del av Kungsängarna söder om Uppsala Förisäng ('Førisæng' 1243, 'Førisheng' 1291), och de små sjöarna Övre Föret och Nedre Föret antyder att namnet Fyris tidigare omfattat ett större område utefter Fyrisåns nedre lopp.
På 1600-talet döptes Salaån om till Fyrisån för att göra kopplingen till de gamla sagorna mer uppenbar.

## Historia
Enligt Ynglingasagan utkämpades ett slag mellan Hake Hednasson och Hugleik på Fyrisvallarna, en uppgift som dock saknas i Ynglingatal. I flera isländska sagor omtalas däremot Slaget vid Fyrisvallarna mellan Erik Segersäll och Styrbjörn Starke.
Enligt Rolf Krakes saga spred Rolf Krake guld på slätten medan han flydde sveakungen Adils och därför kunde Fyrisvallarnas säd i skaldediktningen vara en kenning för guld. 
Det äldsta belägget på namnet Förisäng 1243 är en annalnotis om att Erik Eriksson firades bröllop här, vilket troligen syftar på kungsgården i Östra Aros, som med största sannolikhet låg vid Uppsala medeltida hamn, en vik där idag Bäversgränd korsar Östra Ågatan. Kungängarna förefaller som den troligaste kandidaten för de isländska sagornas Fyrisvallar. Det finns dock en Försängen i Bondkyrka socken ('Førisænge', 1456) vid Hågaån och Försängen i Börje socken ('Førissæng') vid Jumkilsån vilket gör en säker identifikation mellan Kungsängarna och Fyrisvallarna omöjlig. Ett annat alternativ kan vara en gård i Nåntun.
Under medeltiden hörde Fyrisängarna till Vaksala socken. Delar av ängarna tillhörde privatpersoner, som under 1200- och 1300-talet donerar flera områden här till Uppsala domkyrka. Erik Magnusson förklarade 1358 av ålder ha rätt till en årlig avgift av de Uppsalaborgare som använde bete på hans del av ängarna, gresbullæ. Kristoffer av Bayern befriade 1442 Uppsalaborgarna från samma skatt.
Jöran Sahlgren ville se det Föret ('Fýri') där enligt isländska sagorna kung Domar brändes som en nu försvunnen sjö vid Forkarby (Förekarlarnas by) i Bälinge socken.
Fyrisvallarna beskrivs ibland i äldre källor som den plats där man lämnade sina båtar för att gå sista biten till Gamla Uppsala. Det måste i sådana fall betyda att Fyrisäng sträckt sig längre norrut än idag. Under Vikingatiden var Fyrisån farbar upp till Kvarnfallet, och under medeltiden till Islandsfallet, där just kungsgården och den medeltida hamnen låg.